# 1909 en hockey sur glace
Cette page présente les éléments de hockey sur glace de l'année 1909.

## Autres évènements

### Fondation de club
- 4 décembre 1909 : création du Club de Hockey Canadien, aussi connu sous le nom de Canadien de Montréal, la plus ancienne équipe de hockey au monde toujours en activité. Membre fondateur de la LNH, cette équipe détient toujours le record du nombre conquêtes de la Coupe Stanley (24).

### Naissance
- 27 mai : Vernon Ayres